# Salenstein
Salenstein är en ort och kommun i distriktet Kreuzlingen i kantonen Thurgau, Schweiz. Kommunen har 1 461 invånare (2023).
Kommunen består av orterna Salenstein, Mannenbach och Fruthwilen. I kommunen finns fem slott, däriblad Arenenberg.